# Francesco Trapani
Pour les articles homonymes, voir Trapani (homonymie).
Francesco Trapani (né le 10 mars 1957 à Rome), est un homme d'affaires italien, ancien PDG de Bulgari, et actuel président de la division « Montres et joaillerie » du groupe LVMH.

## Biographie

### Origine et formation
Francesco Trapani est l’arrière petit-fils de Sotirio Bulgari, fondateur de la maison Bulgari. Il suit un cursus d’économie à l’université de Naples puis en gestion à New York.
Francesco Trapani est père de trois enfants et vit actuellement avec la Princesse Lorenza de Liechtenstein.

### Bulgari
En 1984, Francesco Trapani devient le directeur général de la maison. La marque, fondée en 1884 et reconnue dans le monde du luxe, reste relativement confidentielle. Sur le modèle de Cartier, Francesco Trapani cherche à rendre la marque plus accessible et à élargir la clientèle. Il étoffe ainsi son réseau de distribution et diversifie l’activité de la maison pour en faire le troisième joaillier mondial.
En 1995, Francesco Trapani pilote l’introduction en Bourse de la maison Bulgari et accélère la diversification, notamment dans les accessoires de mode.

### LVMH
En 2011, Francesco Trapani décide de rejoindre Bernard Arnault en vendant les activités de Bulgari au groupe LVMH. En retour, la famille du fondateur devient actionnaire du groupe LVMH à hauteur de 3,5 %. Francesco Trapani est pour sa part nommé Président de la division Montres et Joaillerie et entre au Conseil d’Administration et au Comité Exécutif de LVMH.
Le 20 janvier 2014, LVMH annonce que Francesco Trapani quitte ses fonctions opérationnelles et devient conseiller du Président Bernard Arnault. Les marques joaillières de la division Montres et Joaillerie (Bulgari, Chaumet, Fred et De Beers) rapporteront désormais au directeur général délégué Antonio Belloni. Jean-Claude Biver, le président de Hublot, récupère pour sa part la responsabilité de TAG Heuer et Zenith.